# ディーツ＝オットー・エッツァルト
ディーツ・オットー・エッツァルト (Dietz-Otto Edzard、1930年8月28日 – 2004年6月2日) は、ドイツの古代オリエント学者、シュメール語の文法学者である。

## 経歴
1930年8月28日、ドイツのブレーメンで生まれる。
1950/1951年、ハイデルベルクにある通訳の学校に入学する。言語と歴史に熱中し、フランス語、トルコ語、アッシリア学、セム族の歴史と古代史をフランスのパリ大学 (1951-1952) とドイツのルプレヒト・カール大学ハイデルベルク (1952-1955) で研究した。ルプレヒト・カール大学ハイデルベルクでは、オリエント学とセム族の研究を続けた。パリでの教授は、ルネ・ラバとルイ・バザン (Louis Basin) (1920-2011) で、ハイデルベルクでは、アダム・ファルケンシュタインならびにハンス・シェーファー (歴史学者) であった。
1955年に、博士論文 Die „zweite Zwischenzeit“ Babyloniens で博士号を取得、この論文は2年後に出版され、それによってハイデルベルク大学のメダル賞を受賞した。エッツァルトは、その論文の中で、歴史の研究は広範な文献学的知識の上にしか成り立ち得ないことを証明した。
その後の数年間、ドイツ考古学研究所(DAI) のバグダード支部で勤務する。エピグラフィスト (epigraphist) として、ウルクでの発掘の時に経験を積んだ。さらに、そこでアラビア語イラク方言に強い興味を持ち始める。数年後、ドイツ東洋学会 (Deutsche Morgenländische Gesellschaft) の雑誌の中に、このテーマで論文を書いた。後に、エッツァルトは、ウィーンのドイツ研究振興協会 (Deutsche Forschungsgemeinschaft) の会員となり、そこで Akkadisches Handwörterbuch (en) 辞書の作成の一環として、ヴォルフラム・フォン・ゾーデン の助手として勤務した。1960年、ルートヴィヒ・マクシミリアン大学ミュンヘンでアッシリア学を研究する。
ハーバード大学 (1960/61年) 、ボーフム大学 (1966年) 、ボルチモア大学 (1967年) 、フライブルク大学 (1972年) のポストをそれぞれ辞退した。
エッツァルトは近東のシュメールとアッカドの古代語を集中的に研究した。シュメール語の単語と動詞句の形成に関する彼の研究は、その分野に刺激を与えた。研究に加えて、原典の様々な版、特に法律や商業に関するものを出版した。1974年から1976年にかけて古代メソポタミアの都市エブラで行われた発掘調査で大量の文書が発見された時、エッツァルトは、この都市に関する研究に決定的な衝撃を与えた。特に Fischer Weltgeschichte、Kleine pauly、Neue Deutsche Biographie、ブリタニカ百科事典、Kindlers Literatur Lexikon において、その研究成果を大衆に向けて紹介している。
彼の研究の拡張版は、2000年に Zeitschrift für Assyriologie und Vorderasiatische Archäologie の文献一覧に掲載された。その雑誌は、14のモノグラフ、115の試論と寄稿、ならびに 400以上の辞書編集に関する記事、167の書評、注釈、フランス語とロシア語からの翻訳で構成されている。
さらに、エッツァルトは編集者としても活発で、例えば、Hethitischen Handwörterbuch の編集や、1982年から2000年まで (1971年以降は共同編集者として) は、Zeitschrift für Assyriologie und Vorderasiatische Archäologie の編集を行った。最も重要な版は、自身が1972年から2004年にかけて監修した、Reallexikons der Assyriologie und　Vorderasiatischen Archäologie の編集である。1970年には、ミュンヘンにおいて第18回国際アッシリア学会 (Rencontre assyriologique internationale) を主催した。
ディーツ・オットー・エッツァルトは何度も栄誉を授かった。1961年より DAI の通信会員、1976年よりオランダ王立芸術科学アカデミー外国人会員、1978年よりアメリカ東洋学会名誉会員、1992年よりバイエルン科学・人文科学アカデミー正会員、1996年より、アメリカ哲学協会の国際会員に選出された。
2004年6月2日、ミュンヘンで死去。
エッツァルトには、世界中の言語の文法を収集する傾向があった。いくつもの言語を話し、モンゴル語やイディッシュ語のような新しい言語を常に学んでいた。

## 著作
- Die Orts- und Gewässernamen der präsargonischen und sargonischen Zeit (Beihefte zum Tübinger Atlas des Vorderen Orients. Reihe B) (1977)
- "Gilgames und Huwawa" : Zwei Versionen der sumerischen Zedernwaldepisode nebst einer Edition von Version " B "  (1993)
- Gudea and His Dynasty (Royal Inscriptions of Mesopotamia Early Periods) (1997)
- Sumerian Grammar  (2003)
- Geschichte Mesopotamiens: Von den Sumerern bis zu Alexander dem Großen  (2004)

最後の著作のうちには、2005年にチェコ科学アカデミーから出版された古代バビロニアの文学と宗教に関する 55 ページの論文があった。